# سي في 90
سي في 90 هي عائلة من المركبات القتالية السويدية المصممة من قبل إدارة الدفاع السويدية خلال منتصف الثمانينيات وأوائل التسعينيات، دخلت الخدمة في السويد في منتصف التسعينات. تم تجهيز الإصدار السويدي من مركبة القتال الرئيسية المشاة ببرج من Bofors مجهز بمدفع بوفورز 40 ملم. تم تطوير هذه المركبة خصيصًا للعمل في مناخ القطب الشمالي، وتتمتع بحركة جيدة جدًا في الثلج والأراضي الرطبة أثناء حملها ودعمها من ستة إلى ثمانية من الجنود المجهزين بالكامل.

## التاريخ
خلال الحرب الباردة، في عام 1983 ، طلب الجيش السويدي مركبات ذات قدرة عالية على الحركة والدفاع الجوي وومضادة لدبابات، ولها قدرة عالية على البقاء والحماية.
سي في90 أم كيه 0
سي في90 أم كيه 1
سي في90 أم كيه 2
سي في90 أم كيه 3
سي في90 أم كيه 4

## ابحاث
|                       | Strf9040                                           | Strf9040A                           | Strf9040B                           | Strf9040C                           | E / Stri90                          | Lvkv90                              | Bgbv90                              |                        |
| --------------------- | -------------------------------------------------- | ----------------------------------- | ----------------------------------- | ----------------------------------- | ----------------------------------- | ----------------------------------- | ----------------------------------- | ---------------------- |
| الوزن الكلي (طن)      | 22.8                                               | 23.1                                | 23.1                                | 27.6                                | 22.4                                | 24                                  | 23.2                                |                        |
| طول (م)               | 6.47                                               | 6.55                                | 6.55                                | 7.00                                | 6.55                                | 6,55                                | 7.9                                 |                        |
| العرض (م)             | 3.10                                               | 3.17                                | 3.17                                | 3.42                                | 3.17                                | 3.17                                | 3.17                                |                        |
| الارتفاع (م)          | 2.5                                                | 2.71                                | 2.71                                | 2.75                                | 2.71                                | 3.45                                | 2.65                                |                        |
| تطهير الأرض (م)       | 0.45                                               | 0.45                                | 0.45                                | 0.36                                | 0.45                                | 0.45                                | 0.45                                |                        |
| طاقم                  | 3                                                  | 3                                   | 3                                   | 3                                   | 3                                   | 7                                   | 4                                   |                        |
| الجندي / مقعدا        | 8                                                  | 6-7                                 | 6-7                                 | 6-7                                 | 6                                   | -                                   | -                                   |                        |
| التسلح الرئيسي        | بوفورز 40 مم L / 70B                               | بوفورز 40 مم L / 70Bc               | بوفورز 40 مم L / 70Bc               | بوفورز 40 مم L / 70Bc               | -                                   | بوفورز 40 مم L / 70Bb               | -                                   |                        |
| التسلح الثانوي        | 7.62 مم Ksp م / 39B <br id="mwAnQ"><br> </br> رشاش | Ksp م / 39C                         | Ksp م / 39C                         | 7.62 مم Ksp 58 رشاش                 | Ksp م / 39C                         | Ksp م / 39C                         | Ksp م / 39C                         |                        |
| المعدات الدفاعية      | تفريغ الدخان 6 × Galix                             | تفريغ الدخان 6 × Galix              | تفريغ الدخان 6 × Galix              | تفريغ الدخان 6 × Galix              | تفريغ الدخان 6 × Galix              | تفريغ الدخان 6 × Galix              | تفريغ الدخان 6 × Galix              | تفريغ الدخان 6 × Galix |
| معدات إضافية          | مدافع الاضاءة ليران 2 ×                            | -                                   | -                                   | -                                   | -                                   | -                                   | -                                   | -                      |
| ارتفاع بندقية (درجة)  | ؟                                                  | 8 + 35                              | +8 +27                              | +8 +27                              | -                                   | +8 +50                              | -                                   |                        |
| ذخيرة بندقية الرئيسية | 234                                                | 234                                 | 234                                 | 120                                 | -                                   | 234                                 | -                                   |                        |
| وزن البرج (طن)        | 3.8                                                | 3.9                                 | 3.9                                 | 4.9                                 | 3.5                                 | 4.9                                 | -                                   |                        |
| محرك                  | Scania DSI 14 turbodiesel V8                       | Scania DSI 14 turbodiesel V8        | Scania DSI 14 turbodiesel V8        | Scania DSI 14 turbodiesel V8        | Scania DSI 14 turbodiesel V8        | Scania DSI 14 turbodiesel V8        | Scania DSI 14 turbodiesel V8        |                        |
| ناقل الحركة           | Allison / Perkins X-300-5 Automatic                | Allison / Perkins X-300-5 Automatic | Allison / Perkins X-300-5 Automatic | Allison / Perkins X-300-5 Automatic | Allison / Perkins X-300-5 Automatic | Allison / Perkins X-300-5 Automatic | Allison / Perkins X-300-5 Automatic |                        |

## روابط خارجية
- مركبة قتالية 90 في تكنولوجيا الجيش (بالفرنسية)
- BAE Systems Hägglunds (بالسويدية)
- SoldF.com - CV9040 (بالسويدية)
- Armada International 6 / 97-52 معلومات عن تجارب IFV النرويجية والتغييرات الموجودة في CV9030 النرويجية (بالنرويجية)
- CV9035 الدنماركي MKIII (بالدنماركية)